# Periander
Periander (stgr. Περίανδρος Periandros) – jeden z siedmiu mędrców starożytnej Grecji, drugi tyran Koryntu w latach 627–585 p.n.e.

## Życiorys
Periander przejął władzę po ojcu Kypselosie, rozbudował port w Koryncie, powiększył flotę handlową, zniósł podział na fyle rodowe i zastąpił go podziałem na fyle terytorialne. Wprowadził nowy system pieniężny, co spowodowało rozwój handlu i rzemiosła, miał też planować przekopanie Przesmyku Korynckiego. Na pewno natomiast zbudował rampę, po której przeciągane były statki płynące z Morza Egejskiego do Zatoki Korynckiej i na odwrót. Opłaty za to pobierane pozwoliły na zniesienie podatków w Koryncie.
Prawdopodobnie był człowiekiem pełnym sprzeczności – twierdził, że ci tyrani którzy chcą sprawować władzę bezpiecznie, powinni otaczać się życzliwością, a nie bronią, sam jednak otaczał się zaufaną strażą. Twierdził ponoć, że demokracja jest lepsza od tyranii, na pytanie jednak, dlaczego się jej trzyma, odparł, że niebezpiecznie jest wbrew woli utracić władzę, ale i dobrowolnie ustąpić.
Diogenes Laertios przypisuje mu też następujące powiedzenia:
- Wysiłek może wszystko.
- Co raz obiecałeś, tego dotrzymaj.
- Karaj nie tylko tych, którzy popełnili występek, ale i tych, którzy dopiero noszą się z takim zamiarem.
- W szczęściu zachowaj miarę, w nieszczęściu rozwagę.
- Spokój jest dobrą rzeczą, porywczość niebezpieczną.
- Rozkosze szybko mijają, cześć trwa wiecznie.
- Wobec przyjaciół zarówno bądź jednakowy, zarówno w ich szczęściu jak i nieszczęściu.

Przypisuje mu się i takie czyny: będąc w gniewie strącił ze schodów swoją ciężarną żonę i zabił ją. Syna Lykofrona zesłał na wygnanie na Kerkyrę. Do okrucieństwa miał go przekonać tyran Miletu Trazybulos, który na pytanie jak zabezpieczyć władzę odparł: "pozbywać się jednostek wybitnych".